# SN 2010hk
SN 2010hk – supernowa typu Ia odkryta 2 września 2010 roku w galaktyce UGC 2802. W momencie odkrycia miała maksymalną jasność 17,60m.